# 頌子内親王
頌子内親王（しょうし（のぶこ）ないしんのう、天養2年3月13日（1145年4月6日） - 承元2年9月18日（1208年10月29日））は、平安時代末期から鎌倉時代初期の皇女、賀茂斎院である。鳥羽天皇の第7皇女。母は美福門院の女房・春日局（徳大寺実能の娘）。崇徳院、後白河院、近衛天皇は異母兄にあたる。春日姫宮、五辻斎院とも呼ばれた。

## 経歴
鳥羽院と春日局との間に生まれる。一条北辺五辻宮（京都市上京区）に住した。病没した僐子内親王に代り、承安元年（1171年）6月28日、甥にあたる高倉天皇の賀茂斎院に卜定されるが、同年8月14日に病を理由に退下。安元元年（1175年）、父・鳥羽院の追善供養のため、母・春日局と共に願主となり、長日不断の談義所及び鳥羽院らの菩提を弔う所として、西行の奉行により高野山に蓮華乗院を創建。寿永元年（1182年）、後白河院と遊女の間に生まれた園城寺宮静恵阿闍梨を猶子とする。元暦元年（1184年）出家。五辻斎院御所を坊門院範子内親王に譲って醍醐第に住していたが、建久9年（1198年）に焼亡した。

## 逸話

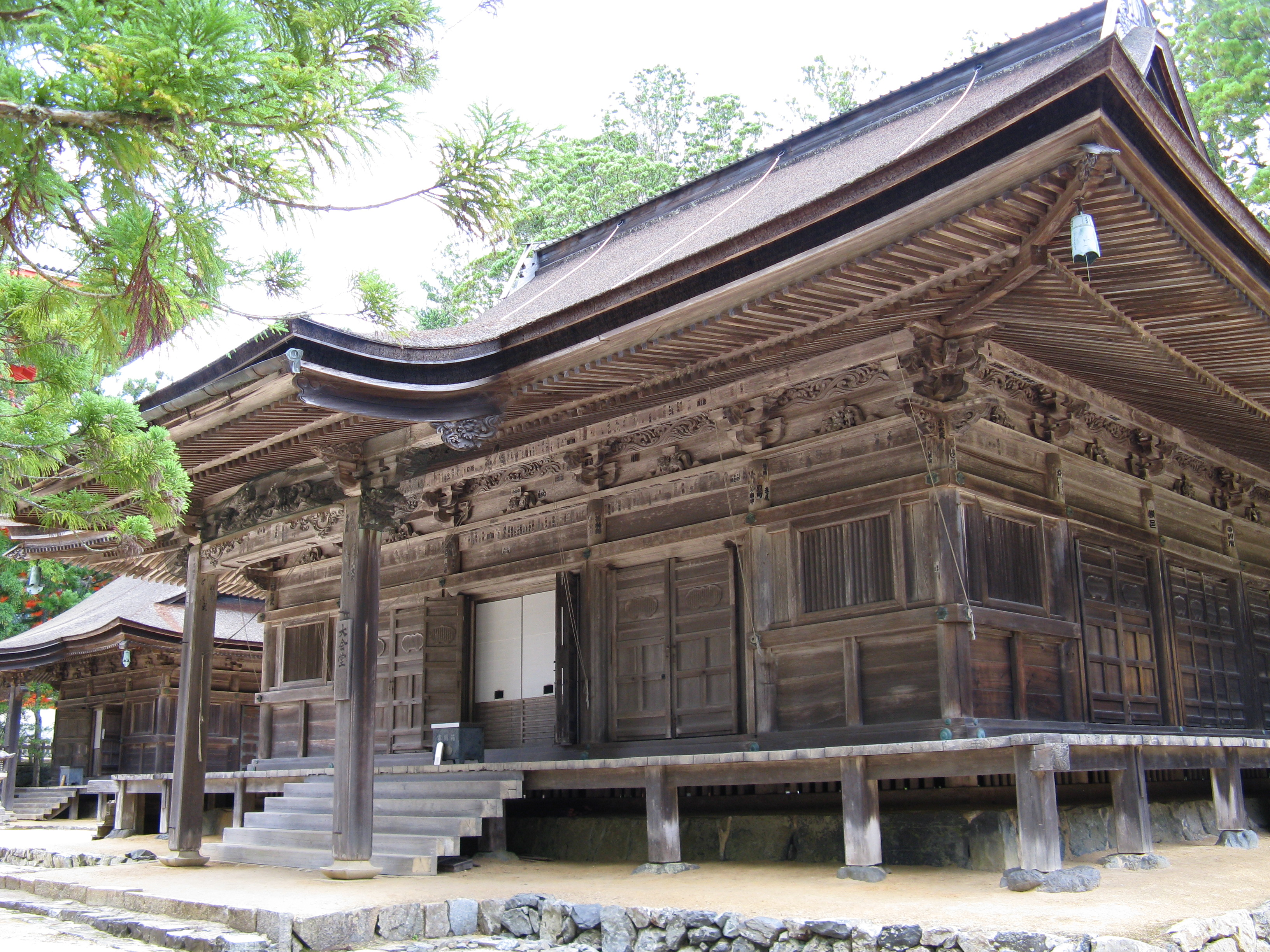
頌子内親王が創建した蓮華乗院の後身、高野山大会堂（だいえどう）。現在の大会堂は嘉永元年（1848年）再建。

歌人・西行は、頌子にとっては祖父・実能の家人であり、父・鳥羽院の北面武士でもあった。こうした縁もあり、鳥羽院追善を目的とした蓮華乗院の造営にあたっては、当時高野山に住していた西行が勧進を勤めている。頌子は蓮華乗院の維持費用として、相続した紀伊国の南部庄から水田10町を寄進している。治承元年（1177年）には早くも蓮華乗院が東別所から壇上伽藍に移築され、金剛峰寺方と大伝法院方の争論を和解させるための談義の場として用いられた。その後も頌子は、南部庄からの収入を蓮華乗院仏聖灯油及び談義僧供料に充てるなどして後援し、建久5年（1194年）には、約200町ある同庄全体を、隣接の相楽庄約30町と共に、蓮華乗院に寄進することを決めている。